# Cal Miró (Albinyana)
Cal Miró és una obra d'Albinyana (Baix Penedès) protegida com a Bé Cultural d'Interès Local.

## Descripció
És un edifici de tres plantes. Als baixos destaca un potent contrafort situat al banda esquerra de la porta d'accés, la qual presenta un arc de mig punt dovellat. El pis principal presenta diverses finestres, i un rellotge de sol amb la data 1831. Les golfes tenen una sèrie de finestres d'arcs carpanells amb una línia d'impostes molt marcada. A la part de dalt i cap a l'esquerra hi ha un plat incrustat a la paret.

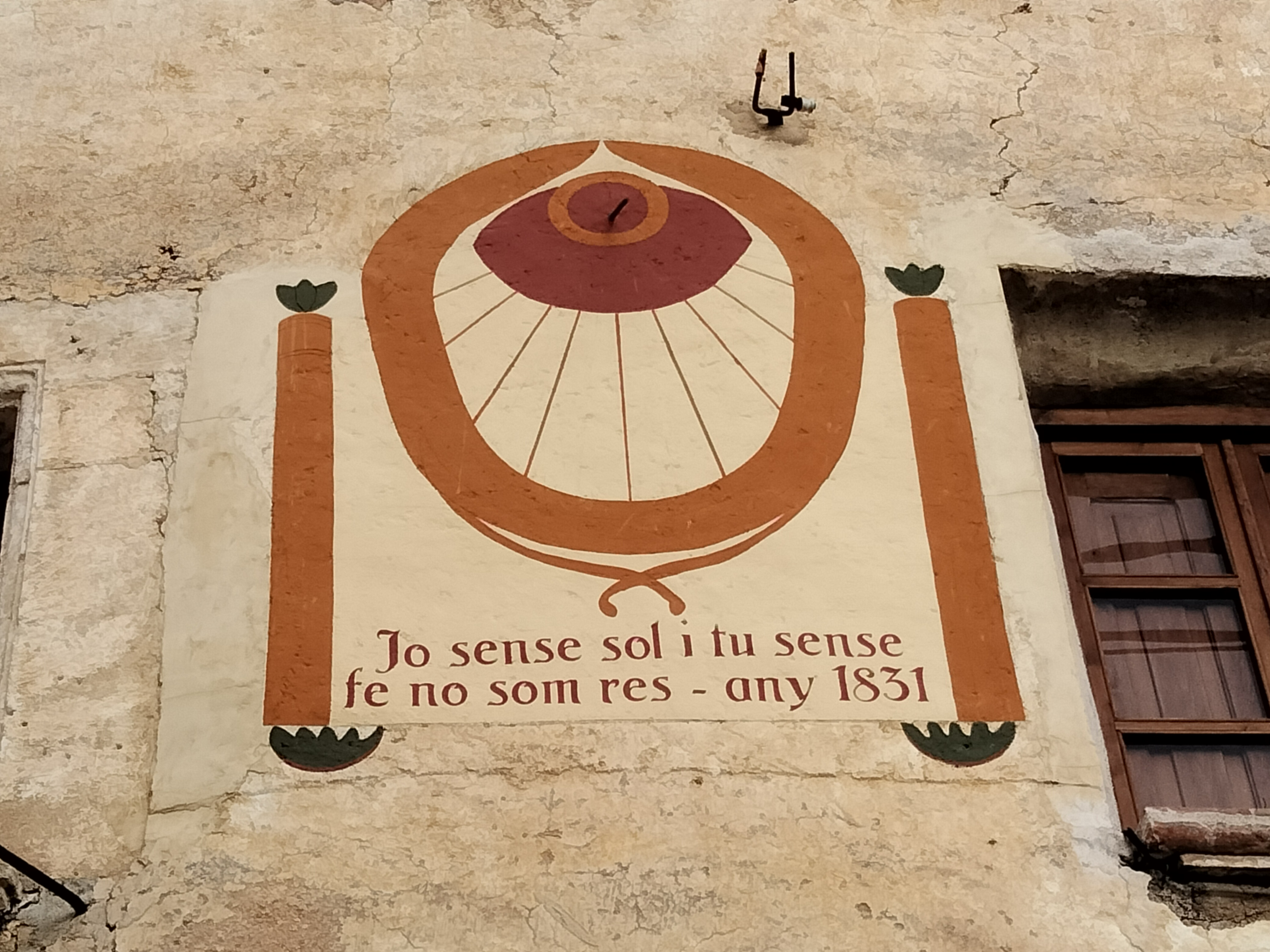
Rellotge de sol

## Història
Cal Miró, com a Cal Gener, pertany als segles xv-xvi. La família Miró era també un dels propietaris de Les Peces. Sembla que la casa era un antic hostal del camí que anava cap a Valls (plat incrustat de la façana). A l'any 1824 es va perdre el cognom Miró i els seus propietaris foren els Gener.